# Aunt Bill
Aunt Bill é um curta-metragem mudo norte-americano de 1916, do gênero comédia, dirigido por Will Louis e estrelado por Oliver Hardy.

## Elenco
- Oliver Hardy - (como Babe Hardy)
- Billy Ruge - Runt
- Ray Godfrey - Sra. Runt

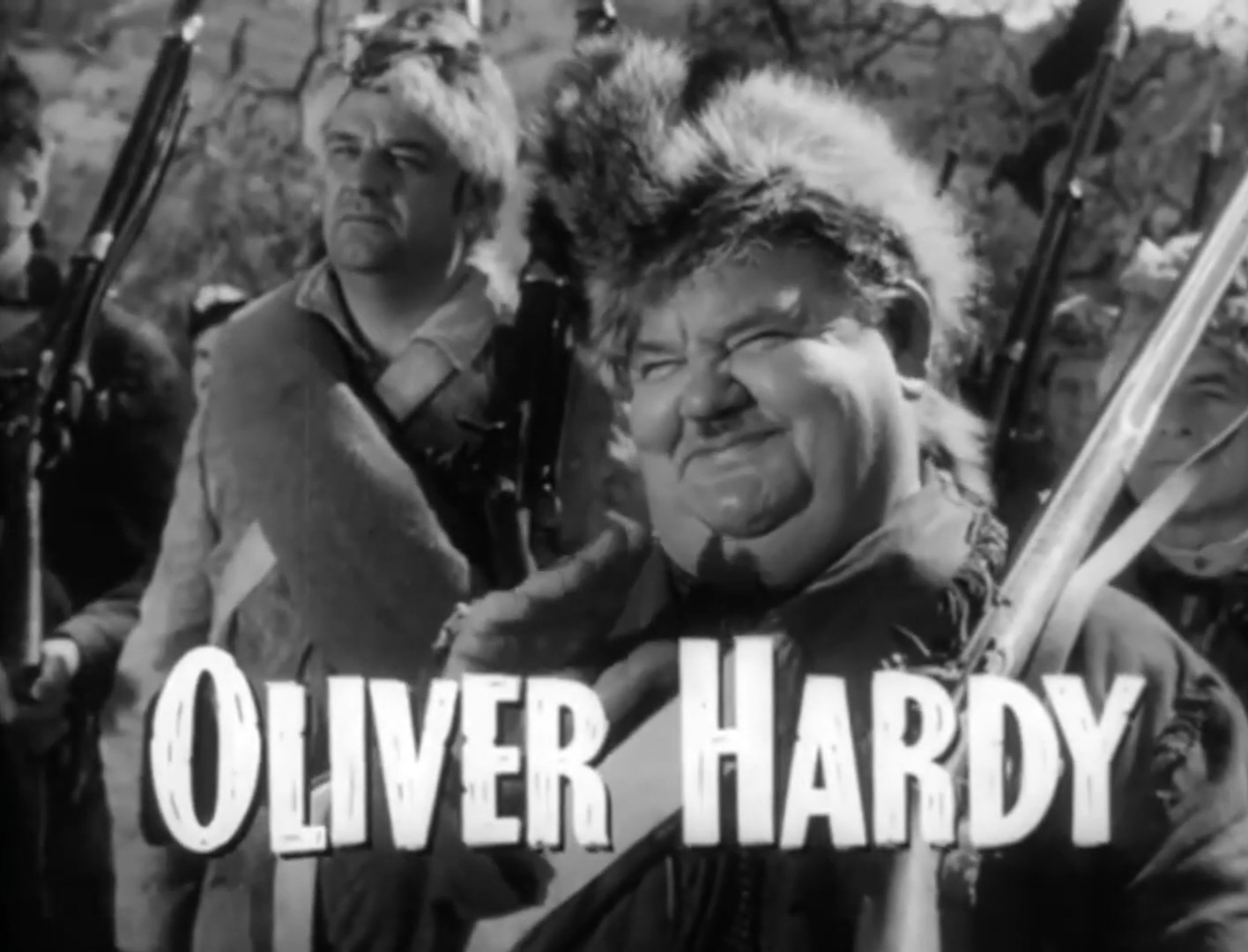
Oliver Hardy

- Florence McLaughlin - (como Florence McLoughlin)
- Bert Tracy
- Billy Bletcher